# ヤッラ (バンド)
ヤッラ (ラテン文字:Yalla、ロシア語: Ялла、ウズベク語: Yalla、[jælˈlæ]) はウズベキスタン・ナヴォイ州ウチュクドゥク出身のフォークロックバンドである。ヤッラは1970年に結成され、1970年代から1980年代にかけてソビエト連邦やワルシャワ条約機構加盟国で人気を博した。ヤッラの楽曲の内最も有名な曲は彼らの故郷を歌った「Uchkuduk - tri kolodtsa (ウチュクドゥク - 3つの湧泉)」であり、1980年代にソビエト連邦内で人気を博した。彼らは自身の楽曲を主にウズベク語とロシア語で歌っていたが、時にアラビア語、ドイツ語、タタール語といった他の言語でも歌っていた。
ヤッラのリーダーはファッルーフ・ザキロフである。ヤッラのメンバーはタシュケントのオストロフスキー演劇芸術研究所もしくはアシュラフィ国立音楽院を卒業していた。彼らはロシア系ではなく、古代シルクロード沿いの都市に住んでいたテュルクのナショナリティを持つウズベク人だった。
彼らは伝統的なフォークソングの旋律にウズベキスタンや他の中央アジア、そして中東の文化を取り入れた歌詞をつけ、さらに現代のポップミュージックやダンス音楽の影響を受けて独特の国際色を生み出していた。彼らは10以上の言語で楽曲を披露し、それらの中にはウズベク語やロシア語の他、アラビア語やペルシア語、ヒンディー語、ネパール語、フランス語などもあった。
1970年代初期に結成されたヤッラはソビエト連邦のテレビに出演してモスクワ及びソビエト連邦の他の共和国の都市でも演奏を行い、ヨーロッパ、アフリカ、アジア、ラテンアメリカなど幅広い地域でコンサートを行い、ボイス・オブ・アジアにも出場した。